# Groszkówka głębinowa
Groszkówka głębinowa (Pisidium conventus) – gatunek holarktycznego, słodkowodnego małża z rodziny kulkówkowatych. Stenobiont, występuje w głębokich partiach jezior. Uważany za relikt polodowcowy. Ma status gatunku najmniejszej troski (LC) na czerwonej liście IUCN.

## Systematyka
Gatunek należy do rodziny kulkówkowatych (Sphaeridae) i jest jednym z 17 przedstawicieli rodzaju Pisidium występujących w Polsce. Opisany przez S. Clessina w 1877 roku, na podstawie okazów znalezionych w jeziorze Starnberger See przy Tutzing, na głębokości 50 m. W Polsce znany pod nazwą zwyczajową jako groszkówka głębinowa.

### Etymologia nazwy
Nazwa rodzaju odnosi się do kształtu muszli, która przypomina ziarnko grochu (grek. Πίσον, pison – groch; Είδοσ, eidos – podobny), epitet gatunkowy (łac. conventus – zgromadzenie) został nadany przez autora gatunku dla uhonorowania monachijskiego koła naturalistów, od członków którego pozyskał okazy.

## Cechy morfologiczne

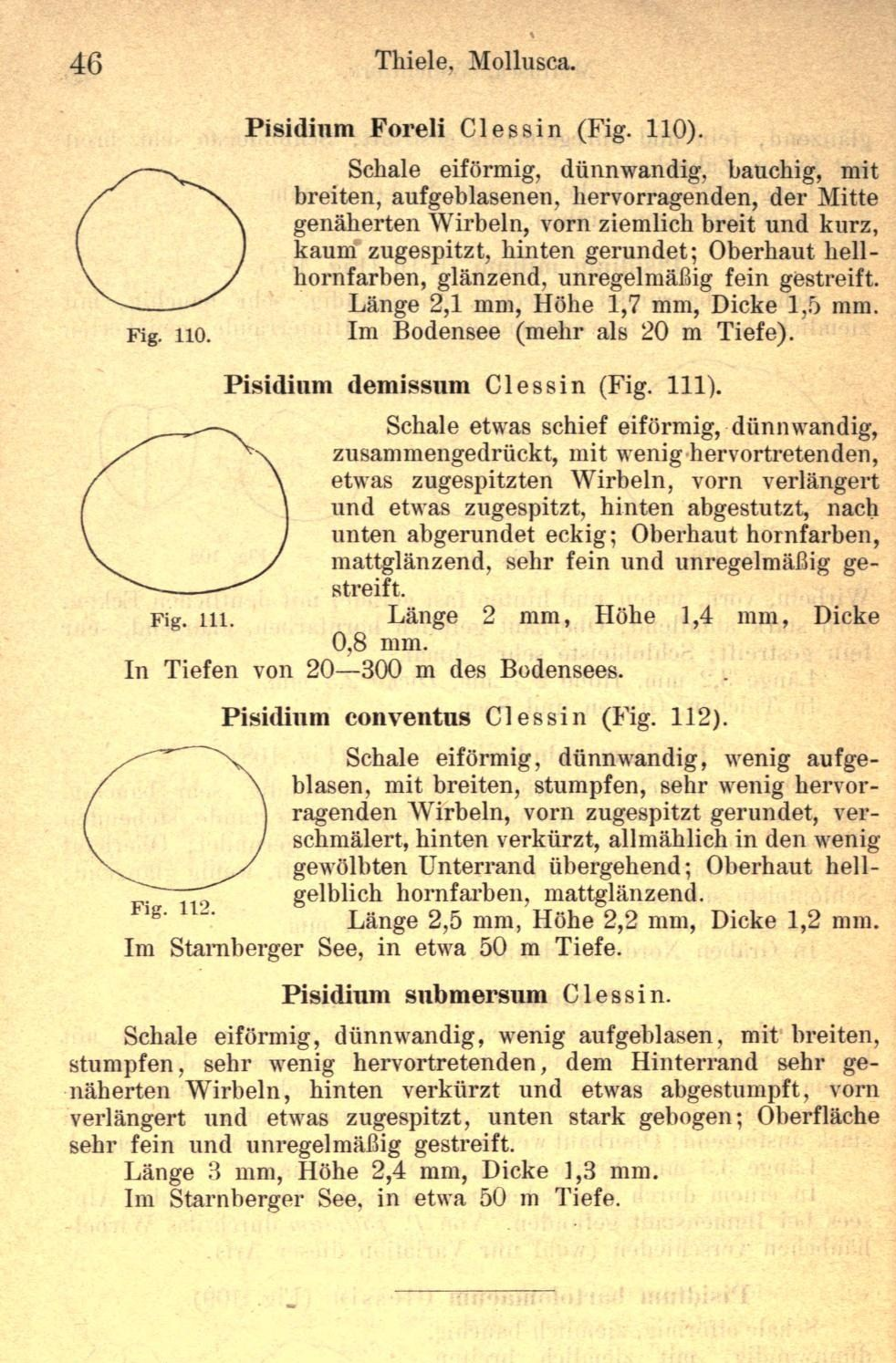
Pisidium conventus – tablica z opisem gatunku.

Muszla drobna, w zarysie owalno-romboidalna, tylko nieznacznie wypukła, bardzo cienka i krucha. Szczyty przypłaszczone, równo oddalone od krańców muszli. Na styku krawędzi górnej i krawędzi przedniej oraz tylnej zaznaczają się kąty. Muszla biaława lub żółtawa, matowo połyskująca, nieregularnie prążkowana. W sąsiedztwie szczytów muszli urzeźbienie zanika. Rowek wiązadła długi, płyta zamka długa i wąska. Zęby główne wystają do środka muszli, zęby boczne są słabo wykształcone, blaszkowate. Cechą charakterystyczną jest brak modzela na płycie zamka oraz brak syfonalnego otworu wpustowego i zewnętrznego płata skrzelowego.
Długość muszli: 2,2–3 mm; szerokość: 1,2–1,5 mm; wysokość: 1,7–2,2 mm.

## Występowanie
Gatunek holarktyczny, występuje w jeziorach północnej części Europy, Syberii i Ameryki Północnej, także w górskich jeziorach innych części Europy (nie stwierdzono jego występowania na Islandii i w Danii). Uważany za relikt polodowcowy. W Polsce rzadki, znaleziony jedynie w jeziorach: Wigry i Wigierki, Tałtowisko, Babięty, Ostrowite i Miedwie.

## Biologia i ekologia

### Zajmowane siedliska

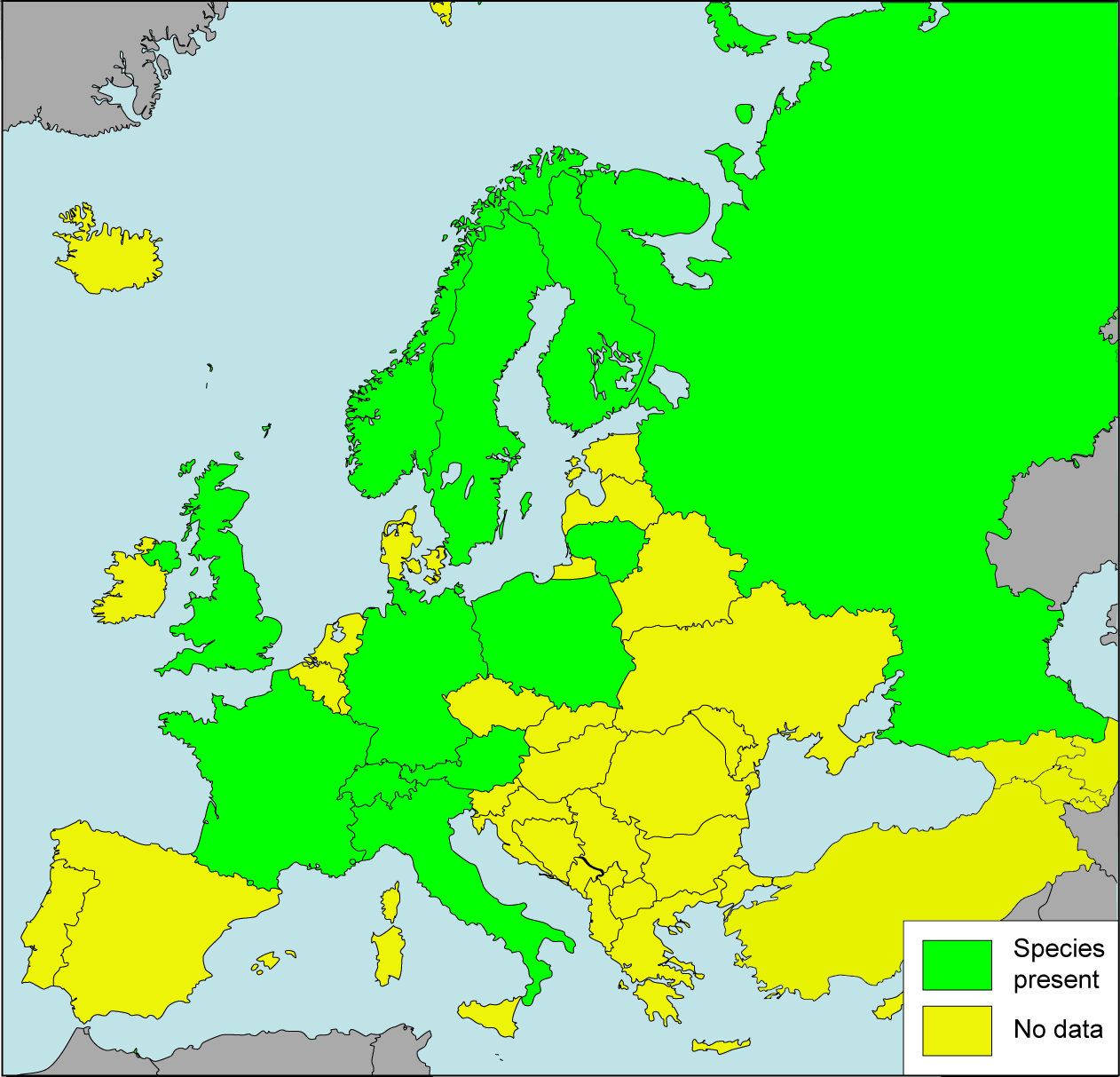
Mapa występowania Pisidium conventus w krajach europejskich. Kolorem zielonym zaznaczono kraje, w których stwierdzono występowanie tego małża, na żółto – kraje, co do których brak danych o występowaniu tego gatunku.

Gatunek stenotypowy, oligotermiczny, wyłącznie jeziorny. W jeziorach północnoeuropejskich zasiedla litoral, sublitoral i profundal, w Europie Środkowej spotykany tylko w profundalu głębokich jezior lub w wysoko położonych jeziorach i stawach górskich (do wysokości 1800 m n.p.m.). Wymaga niskiej temperatury wody (poniżej 17 °C, optimum termiczne: 4–8 °C) – jest to czynnik limitujący jego występowanie. Preferuje dno muliste, toleruje niskie stężenia wapnia w wodzie i deficyty tlenowe. Wrażliwy na zanieczyszczenie wody i eutrofizację. Osobniki tego gatunku występują skupiskowo, miejscami osiągając bardzo duże zagęszczenia (nieco ponad 3000 osobników/m²).

### Odżywianie
Filtrator, odżywia się zawiesiną odcedzaną z wody na skrzelach.

### Rozmnażanie
Obojnaki, dojrzałość płciową uzyskują przy wymiarach muszli 1,5–2 mm. Jajożyworodne. Jaja rozwijają się w torbach lęgowych w skrzelach rodziców, może się tam znajdować od 2 do 10 embrionów, uwalnianych kiedy osiągną długość ciała około 1 mm. W stałej, niskiej temperaturze w profundalu małże rozmnażają się przez cały rok, w płytszych partiach jeziora, przy zmiennej temperaturze zimą rozród jest zahamowany. Średnia długość życia osobnika to trzy lata.

## Zagrożenia i ochrona
Ze względu na szerokie rozprzestrzenienie w Eurazji i Ameryce Północnej oraz liczne występowanie w jeziorach alpejskich i arktycznych nie jest uważany za gatunek zagrożony – na czerwonej liście IUCN miał w 2015 roku status gatunku najmniejszej troski (LC). Zagrożeniem może być w przyszłości globalne ocieplenie klimatu.
Najrzadsza groszkówka spośród występujących na terenie Polski, wpisana do Polskiej czerwonej księgi zwierząt. Bezkręgowce jako gatunek zagrożony (VU) w związku z niewielką liczbą stanowisk w kraju i postępującą eutrofizacją wód. W Polsce jest objęta częściową ochroną gatunkową.